# Rashida
Rashida (en chino: 拉希達, 1912-Pekín, China, 26 de marzo de 1990) fue una política china uigur. Formó parte del primer grupo de mujeres electas para el Yuan Legislativo de la República de China en 1948.

## Biografía
Rashida (a veces romanizada "La-hsi-ta") era proveniente del condado de Yining, en Xinjiang. Estudió en la Universidad Normal de Tecnología de Taskent, en la Unión Soviética, y se graduó en 1933. En 1937 empezó a trabajar en el consulado de Xinjiang en Zaysan, una ciudad fronteriza de la Unión Soviética. Después de regresar a China, trabajó como profesora y directora de una escuela secundaria. También se volvió subdirectora de la Federación de Mujeres de Xinjiang, se unió al Kuomintang y se casó con Burhan Shahidi, un destacado político uigur.
En las elecciones de 1948 al Yuan Legislativo se eligieron diez escaños por la Asociación de Educación, de los cuales dos estaban reservados a las mujeres. Rashida fue electa para ocupar uno de los dos escaños femeninos, convirtiéndose en uno de los primeros grupos de mujeres en entrar en el parlamento chino. Después de la guerra civil china, se convirtió en subdirectora del Departamento de Bienestar Infantil de la Federación de Mujeres de China, fue miembro del Presidium de la Federación de Mujeres de China y delegada de la segunda a la séptima Conferencia Consultiva Política del Pueblo Chino. También fue miembro del comité permanente de la Asociación Islámica de China, se afilió al Partido Comunista Chino en 1985.